# Mary Wigman
Mary Wigman, nascuda com a Karoline Sophie Marie Wiegmann a Hannover el dia 13 de novembre de 1886 i morta a Berlín el dia 18 de setembre de 1973, fou una ballarina alemanya, la més important representant de la dansa expressionista alemanya. La seva obra es basa en l'espai, la dansa sense música i el principi de tensió-relaxació del ritme respiratori.

## Biografia

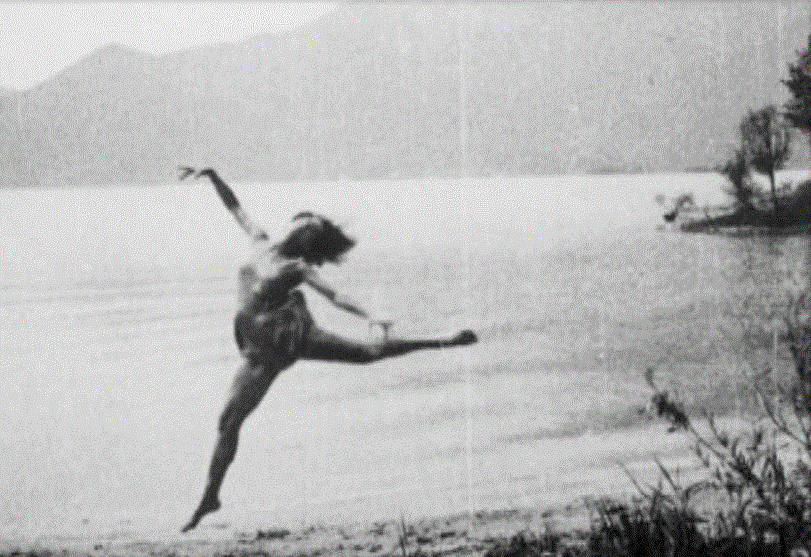
Mary Wigman a Monte Veritá

Els seus pares eren fabricants de bicicletes i l'encoratjaren a descobrir les arts que més l'atreien. Va estudiar per primera vegada a Hellerau, amb Émile Jaques-Dalcroze, però va sentir el seu mètode com una camisa de força que sufocava la inspiració. Aviat es va relacionar amb el grup expressionista Die Brücke, un moviment de pintors que buscaven noves formes de fer art, i constituïren una de les primeres avantguardes del segle. Després va marxar a treballar a l'escola d'art del moviment Monte Verità, a Ascona, amb Rudolf Laban, fins al 1919.

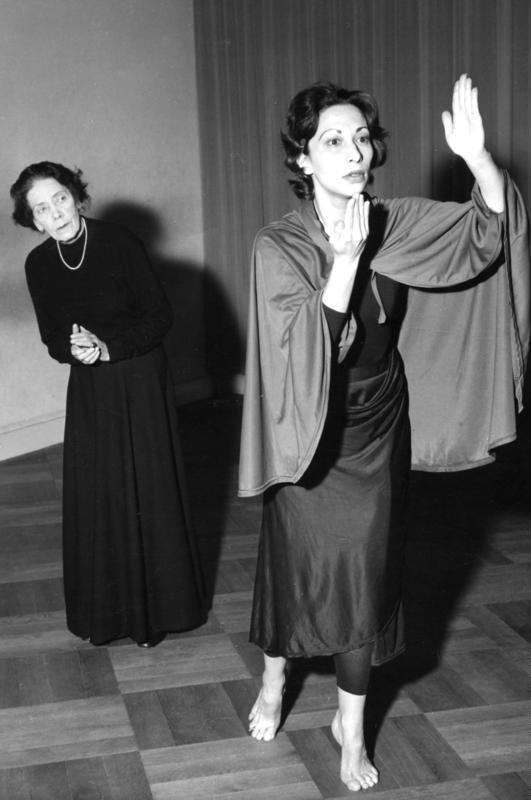
Mary Wigman, a l'esquerra, amb l'estudiant Nahami Abbell (Berlín, 1959)

Després va iniciar la seva carrera com a ballarina, coreògrafa i professora. El 1919 va crear solos, com Danses extàtiques, Danses hongareses o, uns mesos més tard, Danses de la nit. El 1920 va obrir una escola a Dresden per ensenyar la seva tècnica de dansa lliure i hi va fundar una companyia. Entre els seus primers alumnes hi havia Hanya Holm, Harald Kreutzberg, Gret Palucca o Hanna Berger. Les gires de la seva companyia tingueren èxit, sobretot als Estats Units.
Sense deixar de fer solos, el 1930 va treballar al Congrés de Ballarins de Múnic com a coreògrafa i ballarina a l'obra coral Das Totenmal, creada per Albert Talhoff en honor dels morts de la Primera Guerra Mundial. A principis de la dècada de 1930, Wigman tenia 360 estudiants només a Dresden, i 1.500 estudiants més van rebre classes en diverses sucursals, incloent la de Nova York.
En els anys del nazisme, Rudolf Laban i Mary Wigman van ser sol·licitats l'un i l'altre per Joseph Goebbels, per participar en l'organització dels Jocs Olímpics d'estiu de 1936, a Berlín. Rudolf Laban construí una coreografia amb una massa de mil intèrprets de trenta ciutats. Mary Wigman va escollir presentar la seva Dansa de la Mort, però l'obra no agradà al ministre Goebbels. El seu expressionisme i la seva exaltació de l'individu semblaren sospitosos als dignataris nazis. La seva escola de Dresden quedà aleshores sota tutela. Però ella romangué a Alemanya, instal·lada a Leipzig. Hi va reprendre la docència i va continuar situant el seu art en un expressionisme violent.
El 1950 es va traslladar al Berlín Occidental, hi va ensenyar i va continuar creant, de vegades apareixent als escenaris. Es va jubilar el 1968 i va morir cinc anys després. Està enterrada al cementiri d'Essen East.

## Teoria i tècniques
A Alemanya, on la dansa no estava encasellada, en el període d'entreguerres, en una estricta tradició acadèmica, el cos condensa totes les formes produint música i la música produint gestos. Mary Wigman estudià als seminaris de Monte Verità, una comunitat avantguardista propera als dadaistes. La tècnica que forjà aleshores es basava en la respiració, el treball del tors i la pelvis, alternant tensió i relaxació. S'especialitzà en solos, però també practicà creació i improvisació col·lectives. És destacable l'ús de l'espai i el ritme que aplicà a les seves coreografies
D'altra banda, formava part d'un moviment que volia alliberar la dansa de la subordinació a la música. Així, reduí l'orquestra a la percussió, i també feu dansa sense música, buscant sobretot l'expressió tràgica del sentiment. "El treball ha de ser fruit d'un procés orgànic". Les seves coreografies no s'acompanyarien de música que no fos de percussió fins després de la guerra (Gluck i Carl Orff).

## La dansa de la bruixa
La dansa de la bruixa (Hexentanz) és un solo de dansa interpretat per Mary Wigman el 1914, i és una de les seves obres més conegudes. Un ball que trenca la tradició clàssica amb gestos bruscos, relació amb el terra, cos corbat i braços estesos. Amb l'acompanyament de la percussió - un so de fons que Mary Wigman preferia a la música- sembla posseïda. Aquest solo és el primer compost i interpretat per una dona. Ella hi vol mostrar el seu "jo" interior. Vol sentir la seva dansa des de dins i no com una successió de moviments.

## Llegat i memòria

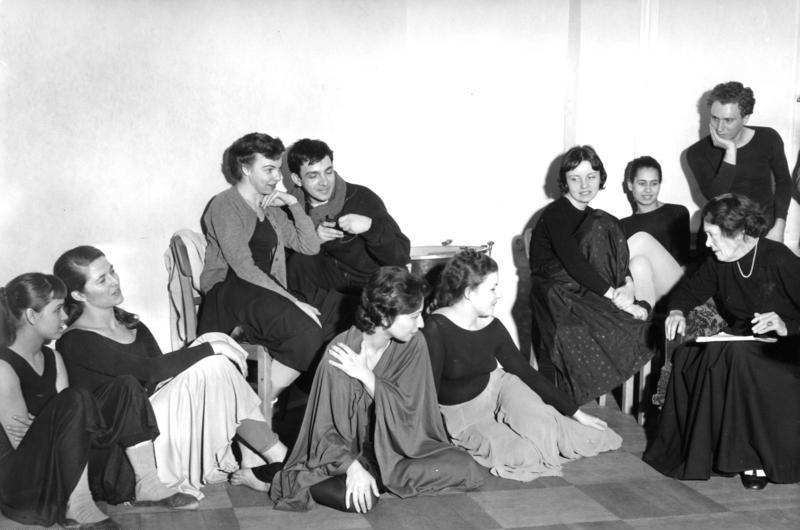
Classe teòrica a l'escola de Mary Wigman

Entre els seus alumnes: Harald Kreutzberg, Yvonne Georgi, Margherita Wallmann, Lotte Goslar, Birgit Åkesson, Ursula Cain, Katharine Sehnert, Margarethe Wallman, Gret Palucca o Hanya Holm...
Mary Wigman ha estat fotografiada ballant per molts fotògrafs notables, com Hugo Erfurth, Charlotte Rudolph, Albert Renger-Patzsch i Siegfried Grossmann. Ernst Ludwig Kirchner va crear el quadre Dance of Death of Mary Wigman a mitjans dels anys vint.
Arte va emetre un documental sobre Mary Wigman el 23 de juny de 2008.